# Drosophila pentaspina
Drosophila pentaspina este o specie de muște din genul Drosophila, familia Drosophilidae, descrisă de Parshad și Duggal în anul 1967. Conform Catalogue of Life specia Drosophila pentaspina nu are subspecii cunoscute.